# DSV (Unternehmen)
DSV A/S (dänisch De Sammensluttede Vognmænd af 13-7 1976 A/S) ist ein 1976 gegründetes, börsennotiertes Transport- und Logistikunternehmen. 

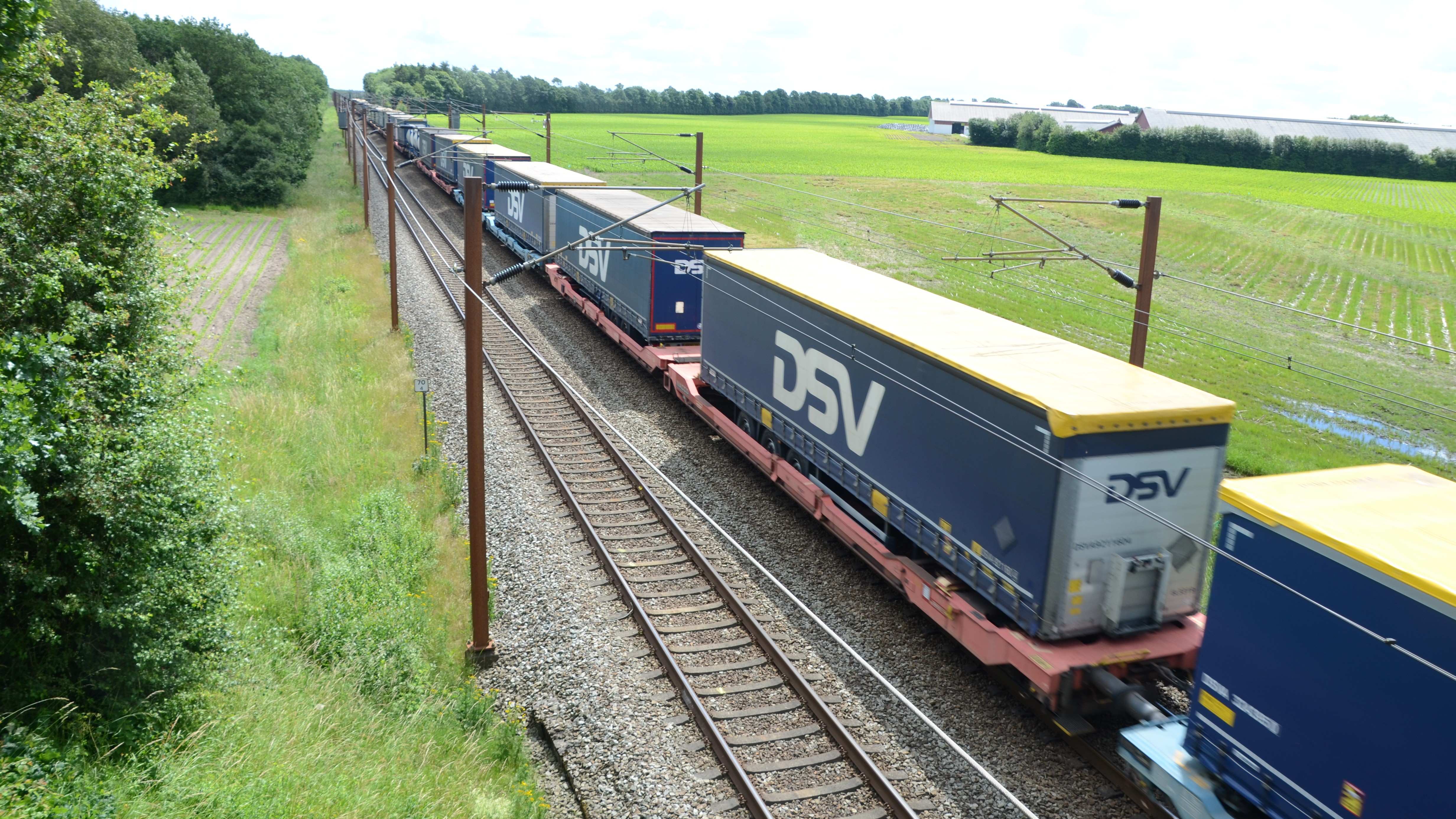
DSV-Sattelauflieger auf Güterzügen nördlich von Rødekro

## Unternehmensgeschichte
DSV wurde 1976 von Leif Tullberg und neun unabhängigen Spediteuren unter dem vollständigen Namen „DSV, De Sammensluttede Vognmænd af 13-7 1976 A/S“ (dänisch für „Die zusammengeschlossenen Fuhrmänner des 13. Juli 1976“) gegründet. Eigentlich war der Zusammenschluss lediglich dazu gedacht, als Fuhrunternehmen im Auftrag der beteiligten Spediteure zu fungieren. Dies änderte sich 1989, als DSV durch den Zukauf zweier konkurrierender Exportunternehmen – Borup Autotransport A/S und Hammerbro A/S – auf den internationalen Markt expandierte. Dabei verfolgt das Unternehmen ein Asset Light Business Model: Die tatsächlichen Transportvorgänge führen externe Dienstleister durch, DSV selbst besitzt weder Schiffe noch Flugzeuge und nur eine begrenzte Anzahl an Lastkraftwagen.
Ab den späten 1990er Jahren begann DSV durch Beteiligungen an anderen Unternehmen, vor allem aber durch Kauf von Konkurrenten, seine Marktposition stetig auszubauen. Der Zukauf von Samson Transport Co. A/S verdreifachte 1997 die Transport- und Logistikaktivitäten von DSV. Eine weitere Vervierfachung wurde durch den Erwerb von DFDS Dan Transport Group A/S im Jahr 2000 generiert, womit sich DSV im weltumspannenden Marktumfeld etablierte. 2001 führte DSV eine Gliederung in drei Unternehmensbereiche für Landtransporte, Luft- und Seefracht sowie Lieferketten- und Lagerlogistik ein, wobei die Transportaktivitäten weiterhin unter dem nach der Übernahme von DFDS Dan Transport Group A/S verwendeten Namen DFDS Transport firmierten. Das Hauptunternehmen behielt weiterhin seinen ursprünglichen Namen, bis dieser 2003 offiziell auf „DSV A/S“ verkürzt wurde.
2005 integrierte DSV das Bremer Logistikunternehmen J.H. Bachmann in seine Luft- und Seefrachtsparte. Im selben Jahr wechselte Leif Tullberg in den Aufsichtsrat. Damit wurde Kurt K. Larsen, der im Zuge des Zusammenschlusses mit Borup Auto Transport im Jahre 1989 zu DSV kam und seitdem gemeinsam mit Tullberg als CEO fungierte, alleiniger Unternehmensleiter. Mit dem Erwerb von Koninklijke Frans Maas Groep N.V. wurde DSV 2006 die drittgrößte Transportfirma mit einem eigenen Straßentransportnetzwerk in Europa. Um dem Zuwachs Rechnung zu tragen und eine logische Verbindung mit dem Hauptunternehmen herzustellen, wurde 2007 die Bezeichnung DFDS Transport fallengelassen. Die Sparten des Unternehmens lauten seitdem DSV Road, DSV Air & Sea und DSV Solutions. 2008 wurde der Leiter der Straßentransportsparte Jens Bjørn Andersen zum CEO berufen, während Kurt K. Larsen den Vorsitz im Aufsichtsrat übernahm.
DSV ist weiterhin bestrebt, seine Geschäftsfelder durch Zukäufe zu erweitern, um ein weltumspannendes Logistiknetzwerk aufzubauen. 2015 verlegte das Unternehmen seine Firmenzentrale von Brøndby ins wenige Kilometer entfernte Hedehusene.
2016 übernahm DSV den weltweit tätigen Logistikdienstleister UTi Worldwide, der rund 23.000 Mitarbeiter in 58 Ländern beschäftigte. Hierdurch verdoppelte sich die Belegschaft des Unternehmens und DSV wurde hinsichtlich des Unternehmensumsatzes hinter DHL, Kühne + Nagel, Schenker und C. H. Robinson zum fünftgrößten Transport- und Logistikunternehmen der Welt. 2017 besaß DSV einen Marktanteil von rund 2 %. Im Mai 2021 übernahm DSV für 4,2 Mrd. Dollar die Logistiksparte des kuwaitischen Frachtunternehmens Agility Logistics und wird damit das drittgrößte Frachtunternehmen der Welt.
Im September 2024 wurde bekannt, dass DSV die Logistiksparte der Deutschen Bahn, die Schenker AG, für rund 14 Mrd. Euro übernehmen werde. Der Aufsichtsrat der Deutschen Bahn stimmte der Transaktion im Oktober 2024 zu; am 30. April 2025 wurde der Verkauf vollzogen.

### Bedeutende Zukäufe
- 1989: Mit dem Erwerb von Borup Auto Transport A/S und Hammerbro A/S expandiert DSV über Dänemark hinaus.
- 1997: Der Kauf von Samson Transport Co. A/S verdreifacht die Logistikaktivitäten.
- 2000: Der Erwerb von DFDS Dan Transport Group A/S erweitert die Straßenaktivitäten in Nord-Europa und etabliert DSV mit Luftverbindungen in den USA, in Asien und im Pazifikraum als international tätiges Logistikunternehmen.
- 2005: Durch die Integration von J.H. Bachmann stärkt DSV seine Luft- und Seefrachtaktivitäten.
- 2006: Mit Kauf der niederländischen Koninklijke Frans Maas Groep N.V. erweitert DSV sein Straßennetzwerk über Skandinavien hinaus auf ganz Europa.
- 2008: Der Erwerb von ABX Logistics stärkt die Marktposition von DSV in Europa.[25]
- 2012: Nachdem DSV zur Etablierung des Logistiknetzwerks in Südamerika 2009 ein Joint Venture mit der INKAS Group of Companies einging, kauft DSV die übrigen 60 % auf und wird alleiniger Eigner der DSV-GL Latin America S.A.
- 2016: Die Integration von UTi Worldwide macht DSV zum fünftgrößten Logistikunternehmen der Welt.
- 2019: Akquisition des schweizerischen Transport- und Logistikdienstleisters Panalpina (umgesetzt, nachdem es anfangs am Widerstand des Panalpina-Großaktionärs Ernst Göhner Stiftung zu scheitern drohte)[26]
- 2021: Übernahme der Logistiksparte der kuwaitischen Agility Logistics.[27]
- 2025: Übernahme von DB Schenker[24][28]

## Börsennotierung
Seit 1987 ist DSV an der Kopenhagener Börse (heute Nasdaq OMX Nordic) notiert und ist Bestandteil des Index OMX Copenhagen 25. 

## Tochterunternehmen
DSV betreibt weltweit mehr als 300 Tochterunternehmen, mit rund 150 den weitaus größten Teil davon in Europa.

### Tochterunternehmen in Deutschland
- DSV Air & Sea Germany GmbH (ehemals J.H. Bachmann[30])
- DSV Air & Sea Deutschland GmbH
- UTi Logistik Deutschland GmbH – Hungary Branch
- DSV Solutions Group GmbH
- DSV Solutions GmbH
- DSV Stuttgart GmbH & Co. KG (ehemals Erwin Steinle Internationale Spedition GmbH & Co. KG[31])
- DSV Stuttgart Verwaltung GmbH
- Administration & Accounting Service GmbH
- DSV Road GmbH
- DSV Immobilien GmbH
- DSV Real Estate Bochum ApS & Co. KG
- DSV Real Estate Peine ApS & Co. KG

### Tochterunternehmen in Österreich
- DSV Road GmbH[32][33]
- DSV Air & Sea GmbH[32][33]

### Tochterunternehmen in der Schweiz
- DSV Logistics S. A.[34]
- DSV Air & Sea AG[34]